# 広野織蔵
広野 織蔵（ひろの おりぞう、1862年8月3日〈文久2年7月18日〉 - 1938年以降）は、日本の実業家。衆議院議員を務めた広野規矩太郎は子息。

## 来歴
廣野古矩の二男として、彦根に生まれる。1915年当時は滋賀県の士族であったと『人事興信録』に記されている。兄は源太郞で、のちにその跡を継いだ。
幼少時は彦根藩の藩校に学んだ後、彦根中学校（現・滋賀県立彦根東高等学校）を卒業した。その後京都に出て儒学者の谷鉄臣・草場船山らに漢籍の指導を受けた。数え年21歳の時（1882年）に帰郷した。広野は彦根商業銀行設立者の一人となり、同行は1901年に百三十三銀行（現・滋賀銀行）と合併した。百三十三銀行では頭取にまで上った。また1898年ごろに、経営危機に陥った近江鉄道に、当時の社長西村捨三に乞われて阿部市郎兵衛とともに経営に参加し、事業を立て直した。このほか近江貯蓄銀行でも頭取を務めたほか、敦賀電燈の社長にも就いた。近江絹糸の初代社長でもあったが、同社の社史『オーミケンシ外史 五十年のあゆみ』（1967年）は、彦根の実業家数名の出資によって作られた会社で名目的な社長であったと記している。
1934年の時点では企業の役職はすべて退いていたと記されている。

## 家族
出典は『人事興信録』第4版。
- 妻：ふさ（1869年1月または2月〈明治元年12月〉 - ?）
- 長男：規矩太郞（1886年1月 - 1961年（昭和36年）12月21日[7]） - 衆議院議員
- 次男：格義（1888年9月 - ? ） - 平野かねの養子となる
- 三男： 経三（1891年6月 - ?）
- 四男：四郞（1895年1月 - ?）
- 長女：千恵（1896年6月 - ?）